# Église de la Translation-des-Reliques-de-Saint-Nicolas (Velidonja)
Pour les articles homonymes, voir Église de la Translation-des-Reliques-de-Saint-Nicolas.
L'église de la Translation-des-Reliques-de-Saint-Nicolas (Velidonja) (en serbe cyrillique : Црква Преноса моштију Светог Николе Велидоња ; en serbe latin : Crkva Prenosa moštiju Svetog Nikole Velidonja) est une église orthodoxe serbe située à Dolovo, dans la province autonome de Voïvodine, sur le territoire de la ville de Pančevo et dans le district du Banat méridional en Serbie. Elle est inscrite sur la liste des monuments culturels de grande importance de la république de Serbie (identifiant no SK 1427).
L'église est également connue sous le nom de « la grande église » (Velika crkva).

## Présentation
L'église a été construite en 1811 au centre du village de Dolovo et consacrée par l'évêque Stefan Avakumović. De style baroque (ou néo-classique selon le site de l'éparchie du Banat), elle est constituée d'une nef unique prolongée par une abside demi-circulaire ; la façade occidentale est dominée par un clocher constitué d'un « coussin » en étain, d'une lanterne et d'une croix.
L'iconostase, richement sculptée, a été peinte au début des années 1850 par Jovan Popović,.